# Nicolaas Moerloos
Nicolaas Moerloos (ur. 10 sierpnia 1900 w Sint-Niklaas, zm. 5 września 1944 w Belsele) – belgijski gimnastyk i sztangista, medalista olimpijski.
W 1920 r. reprezentował barwy Belgii na letnich igrzyskach olimpijskich w Antwerpii, zdobywając srebrny medal w wieloboju drużynowym. W kolejnych igrzyskach (Paryż 1924) wystąpił w zawodach podnoszenia ciężarów, zajmując 12. miejsce w wadze piórkowej (-60 kg).